# Universität Matsuyama

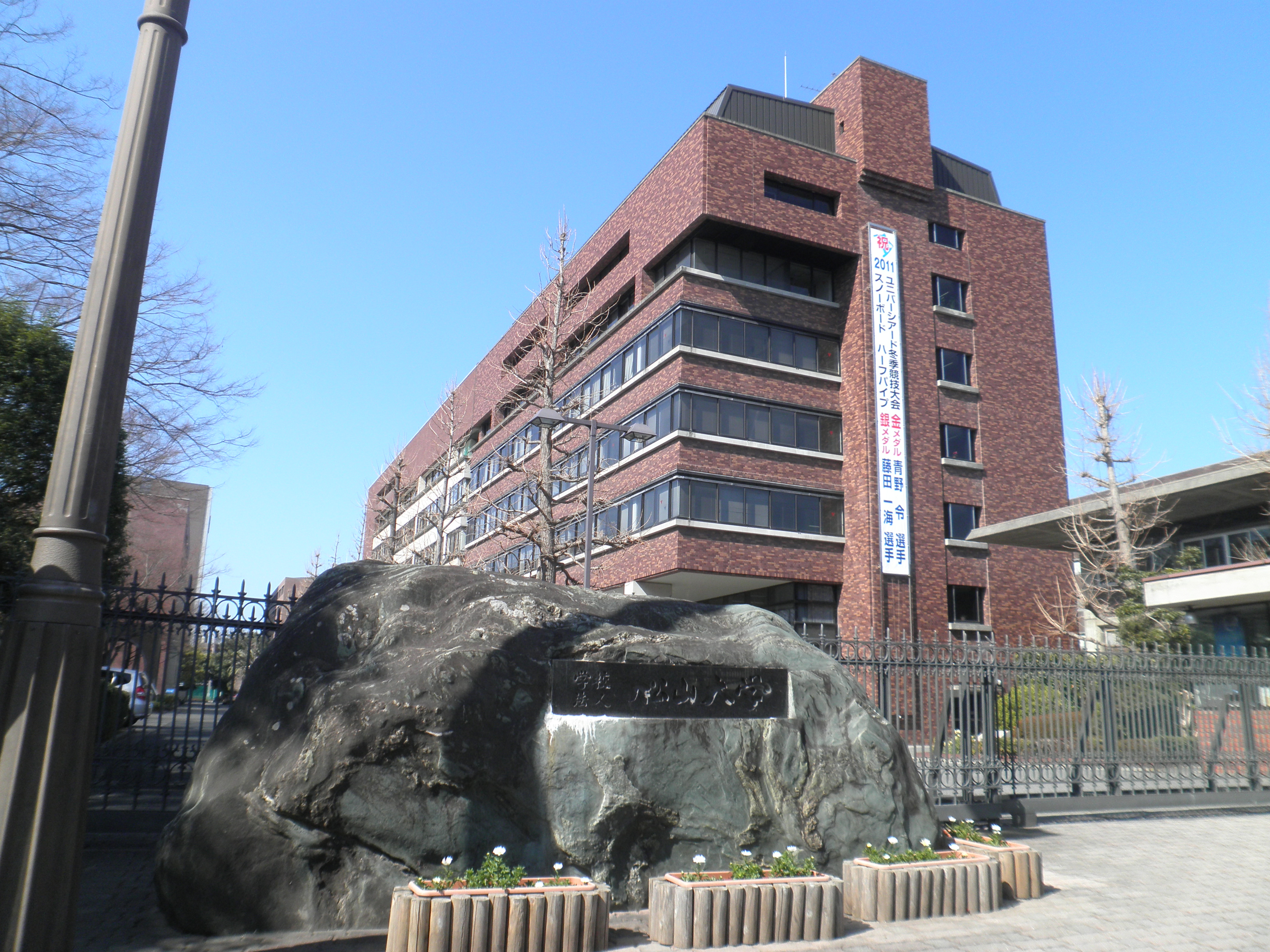
Universität Matsuyama

Die Universität Matsuyama (jap. 松山大学, Matsuyama daigaku) ist eine private Universität in Japan. Der Hauptcampus liegt in Matsuyama in der Präfektur Ehime.

## Geschichte
Gegründet wurde die Universität 1923 vom Unternehmer Chōjirō Nitta (新田 長次郎, 1857–1936) unter dem Namen Höhere Handelsschule Matsuyama (松山高等商業学校, Matsuyama kōtō shōgyō gakkō). Sie war eine 3-jährige Fachschule für Jungen ab 17 Jahren. Sie wurde 1944 in Wirtschaftsfachschule Matsuyama (松山経済専門学校, Matsuyama keizai semmon gakkō) umbenannt und entwickelte sich 1949 zur koedukativen Handelsuniversität Matsuyama (松山商科大学, Matsuyama shōka daigaku).
Die Handelsuniversität wurde mit einer Fakultät (Wirtschaftswissenschaften) eröffnet. 1962 wurde die Fakultät in zwei Fakultäten geteilt. Mit den Jahren gründete die Universität mehr Fakultäten und benannte sich 1989 in Universität Matsuyama um.

## Fakultäten
- Volkswirtschaftslehre
- Betriebswirtschaftslehre
- Geisteswissenschaften
- Rechtswissenschaft
- Pharmazie

Die Fakultäten befinden sich im Bunkyō-Hauptcampus (33° 51′ 0,6″ N, 132° 46′ 3″ O). Sporteinrichtungen und Heilpflanzengarten liegen im Miyuki-Campus (33° 51′ 20,8″ N, 132° 46′ 2,5″ O).

## Bekannte Absolventen
- Reiko Tosa (* 1976), Marathonläuferin

- Ryō Aono – Snowboarder und Student an der Fakultät für Betriebswirtschaftslehre[5]